# Święty Hieronim jako kardynał
Święty Hieronim jako kardynał lub Święty Hieronim jako uczony – obraz autorstwa hiszpańskiego malarza pochodzenia greckiego Dominikosa Theotokopulosa, znanego jako El Greco. Obraz sygnowany: domènikos theotokópoulos epoíei.
Początkowo portret uważano za podobiznę Lodovica Cornaro w wieku stu lat, taki późniejszy napis widnieje na kopii z Frick Collection. Dzięki zachowanemu portretowi z pałacu Pitti o bezspornej atrybucji wiadomo, iż hipoteza ta była błędna. El Greco kilkakrotnie malował Świętego Hieronima. Pierwsze obrazy z wizerunkiem świętego pochodzą z lat 1590–1600. W tym okresie powstały Święty Hieronim z krzyżem, Święty Hieronim pogrążony w modlitwie oraz minimum cztery wersje Świętego Hieronima jako kardynała.

## Opis obrazu
Hieronim został przedstawiony w szerokim płaszczu kardynalskim, mimo iż tak naprawdę w jego czasach taka godność nie istniała, niemniej według Złotej legendy święty otrzymał godność kardynała w wieku 29 lat. El Greco maluje go jako starca, ma długą wąską głowę i długą siwą brodę. Opiera się ona na fałdach płaszcza uformowanego w kształt trójkąta. Twarz, broda, szata wskazują na upływ czasu. Skóra świętego jest sucha, pożółkła, na twarzy widoczne są szerokie bruzdy. Włosy oraz broda mają zielonkawą biel przepalonego popiołu i widać na nich ślady upływającego czasu. Purpurowy płaszcz jest wypłowiały, opończa z aksamitu zmięta na której widoczne są zżółkłe odbłyski i załamania. Jego ręce spoczywają na manuskrypcie, symbolizującym łaciński przekład Biblii – Wulgatę. Lewa ręka namalowana zbyt młodo w stosunku do reszty ciała ciężko spoczywa na kartach, za to druga w nienaturalnym geście wskazuje na jeden z wersów przekładu. Portret Hieronima jest apoteozą starości.

## Inne wersje
El Greco namalował trzy niemal identyczne wersje tego portretu. Różnic dopatruje się w sposobie ukazania mimiki wyrażającej różne warianty duchowości. W wersji londyńskiej święty ma ściągnięte brwi jakby martwił się ludzkimi słabościami; w wersji nowojorskiej zauważyć można wyraz smutku i badawczego spojrzenia. W 1610 roku El Greco wykonał portret Hieronima, dziś znajdujący się w kolekcji Musée Bonnat-Helleu we Francji. Jego oczy są nierówne, zezujące, przepełnione smutkiem. Wzrok wydaje się wygasać, choć umysł nadal pracuje równie sprawnie jak niegdyś. Kompozycja obrazu, układ ciała, zielone sukno na stole, było kilkakrotnie wykorzystywane przez malarza w jego późniejszych portretach m.in. w Portrecie Francisca de Pisy, czy w Portrecie kardynała Tavera.

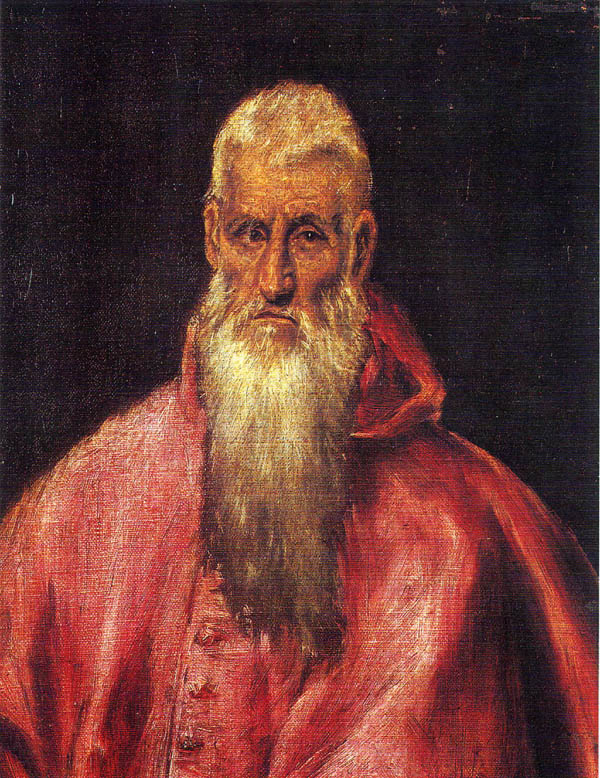
Święty Hieronim (1600-1610), Musée Bonnat-Helleu, Bajonna, Francja
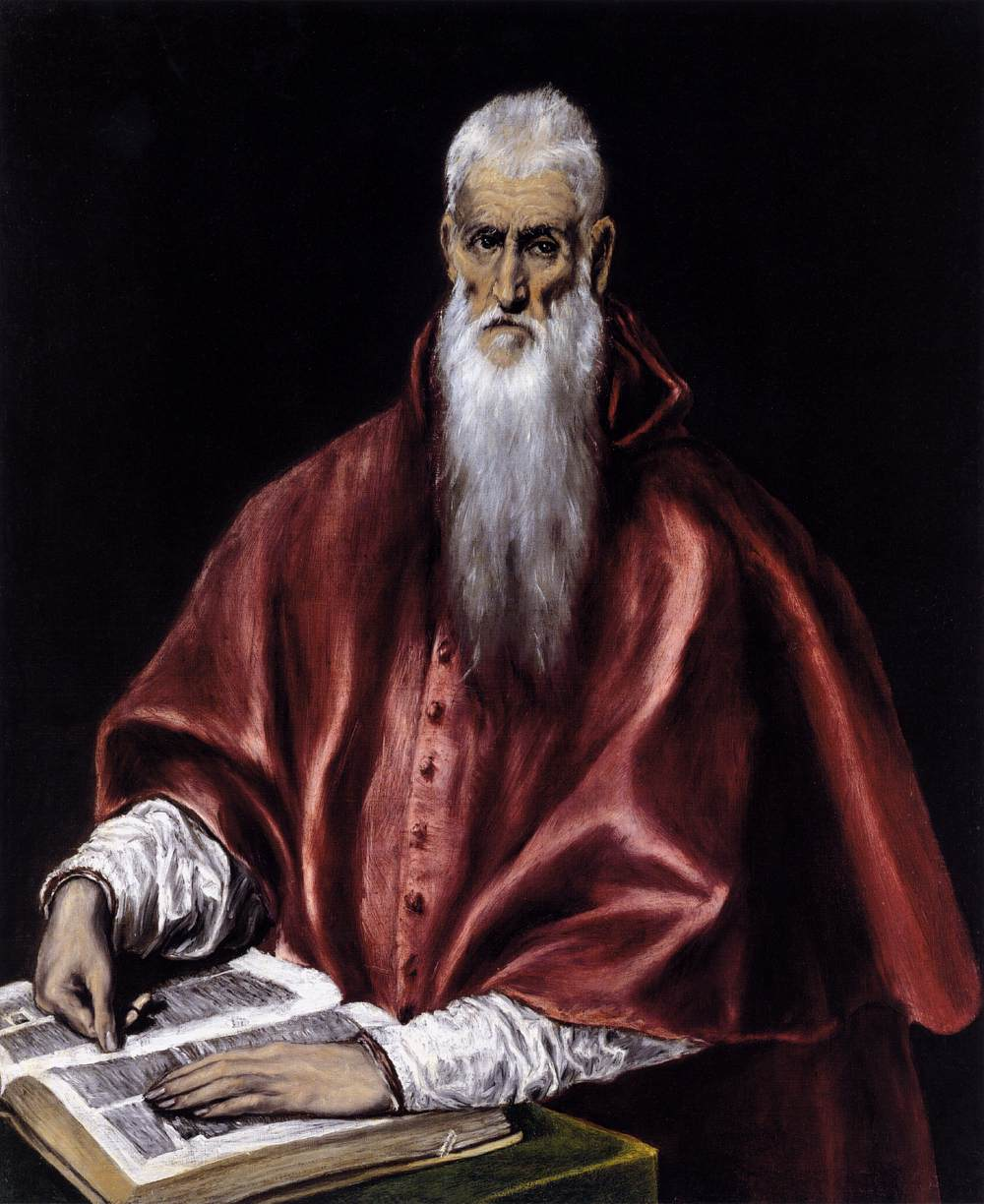
Święty Hieronim jako uczony, (ok. 1610), 108 × 89, Metropolitan Museum of Art
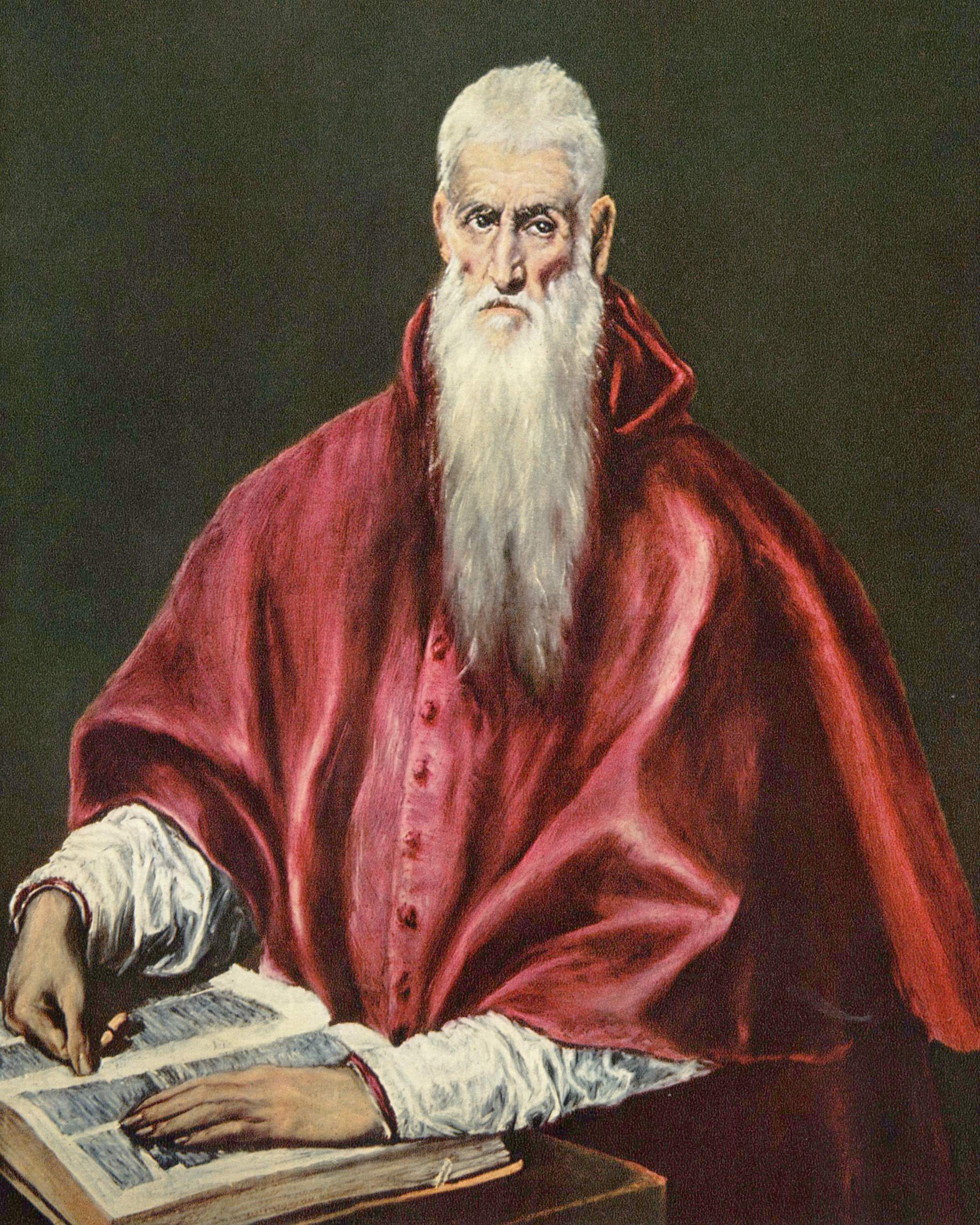
Święty Hieronim jako kardynał, (1590-1600), 58 × 47 cm, National Gallery w Londynie

## Proweniencja
W kolekcji Frick Collection obraz znajduje się od 1905 roku; wcześniej znajdował się w Katedrze w Valladolid oraz od 1904 roku w kolekcji Émile Pares.